# Championnat de Belgique de football de deuxième division 1966-1967
Navigation
saison précédente saison suivante
Le Championnat de Belgique de football de Division 2 1966-1967 est la cinquantième édition du championnat de deuxième niveau national en Belgique. Il oppose 16 équipes, qui s'affrontent deux fois chacune en matches aller-retour. Au terme de la saison, le champion et son dauphin sont promus en Division 1, alors que les deux derniers classés sont relégués en Division 3.

## Localisation
| \| Ostende Beveren St-Niklaas Berchem Willebroek RC Malines Herentals Diest Crossing Union SG Eisden Waterschei Olympic Ch. UR Namur Seraing Verviers \| Localisation des clubs engagés en Division 2 1966-1967 |
| Ostende Beveren St-Niklaas Berchem Willebroek RC Malines Herentals Diest Crossing Union SG Eisden Waterschei Olympic Ch. UR Namur Seraing Verviers                                                              |

## Clubs participants
Seize clubs prennent part à cette édition, soit le même nombre que lors de la compétition précédente. Les matricules renseignés en gras existent encore lors de la saison « 2014-2015 ».
| #  | Nom                                                    | Mat. | Ville           | Stades             | En D2 depuis    | Total en D2 | Saison précéd.     |
| -- | ------------------------------------------------------ | ---- | --------------- | ------------------ | --------------- | ----------- | ------------------ |
| 1  | Koninklijke Berchem Sport                              | 28   | Berchem         | Het Rooi           | 1966-1967 (1re) | 13 saisons  | Division 1, 15e    |
| 2  | Royal Club Sportif Verviétois                          | 8    | Verviers        | stade de Bielmont  | 1961-1962 (6e)  | 27 saisons  | 15e                |
| 3  | Union Saint-Gilloise Société Royale                    | 10   | St-Gilles       | Joseph Marien      | 1965-1966 (2e)  | 5 saisons   | 6e                 |
| 4  | Royal Football Club Sérésien                           | 17   | Seraing         | du Pairay          | 1965-1966 (2e)  | 24 saisons  | 5e                 |
| 5  | Koninklijke Football Club Diest                        | 41   | Diest           | De Warande         | 1965-1966 (2e)  | 6 saisons   | 11e                |
| 6  | Athletische sportvereniging Oostende Kon. Maatschappij | 53   | Ostende         | Albert Park        | 1961-1962 (6e)  | 31 saisons  | 8e                 |
| 7  | Koninklijke Willebroekse Sportvereniging               | 85   | Willebroek      | Henry Pickery      | 1965-1966 (2e)  | 2 saisons   | 12e                |
| 8  | Koninklijke Football Club Herentals                    | 97   | Herentals       | St-Janneke         | 1961-1962 (6e)  | 17 saisons  | 7e                 |
| 9  | Union Royale Namur                                     | 156  | Namur           | des Champs-Élysées | 1960-1961 (7e)  | 12 saisons  | 14e                |
| 10 | Koninklijke Sint-Niklaasse Sportkring                  | 221  | St-Nicolas/Waas | Puyenbeke          | 1964-1965 (3e)  | 20 saisons  | 13e                |
| 11 | Royal Olympic Club Charleroi                           | 246  | Montignies s/S. | de La Neuville     | 1963-1964 (4e)  | 6 saisons   | 4e                 |
| 12 | Royal Crossing Club de Molenbeek                       | 451  | Molenbeek       | Sippelberg         | 1962-1963 (5e)  | 5 saisons   | 9e                 |
| 13 | Koninklijke Waterschei Sportvereniging THOR Genk       | 553  | Genk            | André Dumont       | 1964-1965 (3e)  | 16 saisons  | 3e                 |
| 14 | Patro Eisden                                           | 3434 | Eisden          | ??                 | 1961-1962 (6e)  | 10 saisons  | 10e                |
| 15 | Koniklijke Racing Club Mechelen                        | 24   | Malines         | O. Van Kesbeeck    | 1966-1967 (1re) | 17 saisons  | 1er Div. 3 Série A |
| 16 | Sport Kring Beveren-Waas                               | 2300 | Beveren         | Freethiel          | 1966-1967 (1re) | 1 saison    | 1er Div. 3 Série B |

## Championnat
- Le nom des clubs est celui employé à l'époque

Légende
- Champion et promu en Division 1 la saison suivante
- Promu en Division 1 la saison suivante
- clubs relégués en Division 3 la saison suivante

Abréviations
 : Relégué de Division 1
 : Promu de Division 3

### Classement final
| Rang | Équipe                     | Pts | J  | G  | N  | P  | Bp | Bc | Diff |
| ---- | -------------------------- | --- | -- | -- | -- | -- | -- | -- | ---- |
| 1    | SK BEVEREN-WAAS            | 43  | 30 | 19 | 5  | 6  | 69 | 30 | +39  |
| 2    | R. Olympic CC              | 43  | 30 | 18 | 7  | 5  | 52 | 23 | +29  |
| 3    | R. Crossing FC Molenbeek   | 39  | 30 | 13 | 13 | 4  | 39 | 20 | +19  |
| 4    | K. FC Diest                | 35  | 30 | 15 | 5  | 10 | 54 | 29 | +25  |
| 5    | R. FC Sérésien             | 34  | 30 | 15 | 4  | 11 | 61 | 41 | +20  |
| 6    | AS Oostende KM             | 34  | 30 | 14 | 6  | 10 | 43 | 37 | +6   |
| 7    | K. Waterschei SV Thor Genk | 32  | 30 | 14 | 4  | 12 | 43 | 43 | 0    |
| 8    | K. Sint-Niklaasse SK       | 32  | 30 | 14 | 4  | 12 | 53 | 54 | -1   |
| 9    | K. RC Mechelen             | 32  | 30 | 13 | 6  | 11 | 40 | 37 | +3   |
| 10   | R. CS Verviétois           | 29  | 30 | 11 | 7  | 12 | 31 | 44 | -13  |
| 11   | Union St-Gilloise SR       | 26  | 30 | 10 | 6  | 14 | 38 | 44 | -6   |
| 12   | K. FC Herentals            | 24  | 30 | 8  | 8  | 14 | 35 | 53 | -18  |
| 13   | Patro Eisden               | 23  | 30 | 9  | 5  | 16 | 34 | 45 | -11  |
| 14   | R. Berchem Sport           | 22  | 30 | 9  | 4  | 17 | 30 | 46 | -16  |
| 15   | UR Namur                   | 20  | 30 | 8  | 4  | 18 | 35 | 63 | -28  |
| 16   | K. Willebroekse SV         | 12  | 30 | 4  | 4  | 22 | 17 | 65 | -48  |

### Leader du classement journée par journée
La « ligne du temps » ci-dessous renseigne le premier du classement « à la fin des journées effectives » et « ce chronologiquement par rapport au plus grand nombre de parties jouées ». Concrètement cela signifie l'équipe totalisant le plus de points quant au moins une formation a disputé le nombre de journées en question, que ce leader ait ou pas joué ce nombre de matches. Cela essentiellement en cas de remises partielles ou de rencontres décalées.
- En cas d'égalité de points et de victoires, le leader donné est l'équipe ayant la meilleure différence de buts, même si pour rappel ce critère n'est pas pris en compte pour départager les formations en cas de montée ou descente.

#### Résultats des rencontres
| Résultats (▼dom., ►ext.)                                   | BSP | BEV | CRO | DIE | HER | NAM | RCM | OLY | OST | PAT | SER | STN | USG | VER | WAT | WIL |
| K Berchem Sport                                            |     | 0-0 | 0-0 | 3-2 | 3-2 | 6-0 | 0-4 | 0-1 | 0-1 | 1-0 | 1-0 | 3-0 | 0-3 | 0-1 | 0-1 | 1-0 |
| Beveren-Waas SK                                            | 5-1 |     | 1-0 | 1-1 | 1-1 | 4-0 | 1-0 | 1-2 | 1-2 | 4-0 | 5-1 | 3-1 | 3-1 | 3-1 | 3-2 | 3-0 |
| R. Crossing FC Molenbeek                                   | 1-0 | 1-1 |     | 2-0 | 1-1 | 2-0 | 2-0 | 2-0 | 1-1 | 3-0 | 2-2 | 2-2 | 0-0 | 1-0 | 3-0 | 2-0 |
| K. FC Diest                                                | 4-0 | 0-1 | 1-1 |     | 6-0 | 4-0 | 3-0 | 3-0 | 4-0 | 2-1 | 2-0 | 7-3 | 2-1 | 0-1 | 0-1 | 2-0 |
| K. FC Herentals                                            | 2-1 | 1-5 | 1-1 | 0-0 |     | 3-2 | 2-2 | 0-1 | 0-0 | 1-0 | 2-3 | 0-2 | 2-2 | 2-4 | 3-0 | 3-0 |
| UR Namur                                                   | 4-1 | 2-3 | 2-1 | 0-1 | 0-1 |     | 1-2 | 1-0 | 4-0 | 1-0 | 3-2 | 3-1 | 1-0 | 1-1 | 2-2 | 2-2 |
| K. RC Mechelen                                             | 1-2 | 2-0 | 1-1 | 0-2 | 1-0 | 2-0 |     | 0-0 | 0-0 | 0-2 | 0-2 | 0-1 | 1-1 | 2-1 | 1-0 | 4-0 |
| R. Olympic CC                                              | 1-1 | 0-0 | 1-1 | 5-2 | 1-0 | 3-0 | 5-0 |     | 0-0 | 2-1 | 3-2 | 5-1 | 2-0 | 2-0 | 4-0 | 2-0 |
| AS Oostende KM                                             | 2-1 | 0-2 | 1-0 | 2-0 | 5-0 | 4-1 | 6-0 | 0-2 |     | 5-1 | 2-6 | 2-1 | 3-0 | 0-2 | 2-2 | 4-0 |
| Patro Eisden                                               | 1-0 | 3-2 | 1-1 | 2-2 | 1-2 | 4-1 | 4-0 | 0-1 | 3-1 |     | 0-1 | 2-0 | 0-1 | 0-0 | 2-1 | 2-1 |
| R. FC Sérésien                                             | 4-1 | 0-1 | 0-1 | 2-2 | 3-0 | 4-2 | 1-2 | 4-0 | 1-2 | 2-1 |     | 2-1 | 4-0 | 2-0 | 2-0 | 0-0 |
| K. St-Niklaasse SK                                         | 2-1 | 1-3 | 0-1 | 1-0 | 3-2 | 2-0 | 4-0 | 3-3 | 2-0 | 3-1 | 3-1 |     | 1-1 | 2-4 | 4-0 | 3-0 |
| UR St-Gilloise                                             | 2-0 | 1-6 | 2-3 | 1-0 | 0-1 | 2-1 | 1-1 | 0-4 | 0-1 | 3-0 | 1-1 | 1-3 |     | 2-0 | 3-1 | 5-0 |
| R. CS Verviétois                                           | 1-0 | 3-0 | 1-1 | 0-1 | 2-1 | 2-0 | 0-0 | 0-0 | 0-1 | 1-1 | 0-5 | 6-1 | 1-0 |     | 2-0 | 4-0 |
| K. Waterschei SV THOR                                      | 0-2 | 3-2 | 1-0 | 1-0 | 1-1 | 3-0 | 0-2 | 1-0 | 2-0 | 5-1 | 2-0 | 1-1 | 2-0 | 7-2 |     | 3-1 |
| K. Willebroekse SV                                         | 1-1 | 0-4 | 0-2 | 0-1 | 2-1 | 1-1 | 2-3 | 0-2 | 1-0 | 2-0 | 2-4 | 0-1 | 0-4 | 2-0 | 0-1 |     |
| - Victoire à domicile - Match nul - Victoire à l'extérieur |     |     |     |     |     |     |     |     |     |     |     |     |     |     |     |     |

### Résumé
L'entame du championnat est dominée par l'Olympic de Charleroi (9), Diest, St-Niklaas/Waas (8) et le Crossing Molenbeek (7). L'Union Saint-Gilloise (3), Berchem (2) qui descend de Division 1, et Willebroek (1) sont à la traîne après cinq rencontres. Lors de la 7e journée, on assiste à un regroupement avec une « chute collective » des leaders. L'Olympic est surpris (1-0) à Namur et Diest sur le même score à l'Union. Dans le derby du Pays de Waes, Beveren, néo-promu, gagne à St-Nicolas (1-3). Seul le Crossing évite partiellement l'obstacle en partageant (1-1) à Verviers. C'est ainsi que Seraing qui a débuté par trois revers aligne un quatrième succès pour « grimper à 8 unités », tout comme le Patro Eisden. Comme Ostende totalise 9 points, la première moitié du tableau est réunie sur 3 longueurs.
Au premier tiers de la compétition, les sept premiers classés sont encore groupés sur 4 points. Le Crossing Molenbeek (136) passe en tête devant Diest (15). L'Olympic (14), accroché par Ostende à La Neuville puis battu 1-0 à Waterschei, a glissé au 3e rang à stricte égalité avec Beveren et Ostende. Seraing (13) et THOR Waterschei (12) complètent ce « groupe de tête ». Après quatre défaites consécutives St-Nicolas/Waas est désormais à plus anonyme huitième place. Pour Berchem Sport qui ferme la marche, c'est la soupe à la grimace avec deux petites unités. Willebroek (4) n'est guère mieux. L'Namur, qui avait pourtant semblé bien débuter, stagne avec 6 points en compagnie des montants du Racing de Malines.
Le premier tour se termine le 8 janvier 1967. Le Crossing Molenbeek et Beveren mènent la danse, devant Diest. L'Olympic a connu un passage à vide et n'est que 5e à 7 longueurs du premier. Namur, Willebroek et Berchem, qui ont joué une rencontre de moins sont mal embarqué à la queue du classement. À noter que la rencontre « Crossing-Olympic », prévue lors de la 18e journée a été avancée et disputé le Jour de Noël 1966. Le leader bruxellois s'est imposé (2-0). Les deux rencontres de la 15e journée, non disputées à la date prévue, sont finalement reprogrammée le 26 mars 1967. Le reste du programme de cette saison ne connaît aucun autre décalage.
| Classement le 8 janvier 1967 |                       |    |    |    |   |    |                   |    |    |   |   |     |                   |    |    |   |   |     |                 |    |    |   |
| P                            | Clubs                 | J  | P  | V  |   | P  | Clubs             | J  | P  | V |   | P   | Clubs             | J  | P  | V |   | P   | Clubs           | J  | P  | V |
| 1.                           | Crossing FC Molenbeek | 16 | 26 | 10 | X | 5. | Olympic Charleroi | 16 | 19 | 8 | X | 9.  | CS Verviétois     | 15 | 15 | 4 | X | 13. | FC Herentals    | 15 | 11 | 4 |
| 2.                           | Beveren-Waas SK       | 15 | 23 | 10 | X | 6. | THOR Waterschei   | 15 | 17 | 8 | X | 10. | Union St-Gilloise | 15 | 13 | 5 | X | 14. | UR Namur        | 14 | 8  | 3 |
| 3.                           | FC Diest              | 15 | 21 | 9  | X | 7. | AS Oostende       | 15 | 17 | 7 | X | 11. | RC Mechelen       | 15 | 12 | 5 | X | 15. | Willebroekse SV | 14 | 6  | 2 |
| 4.                           | FC Sérésien           | 15 | 19 | 9  | X | 8. | St-Niklaasse SK   | 15 | 16 | 8 | X | 12. | Patro Eisden      | 14 | 11 | 4 | X | 16. | Berchem Sport   | 14 | 4  | 2 |

#### Le Crossing craque
Le Leader, le Crossing Molenbeek (29) loupe son entame de second tour, en ne gagnant pas cinq fois de suite. En plus d'une défaite (1-0) à Ostende, le club bruxellois est aussi battu (1-0) à Beveren (31), lors de la 19e journée. Ce succès offre le commandement aux Waeslandiens. Ensuite, les Molenbeekois concèdent un nul (0-0) contre l'Union St-Gilloise et à Berchem. Derrière les deux meneurs, Seraing et l'Olympic totalisent 25 points alors que Diest, Ostende et Waterschei sont à 24. Dans le bas du tableau, Berchem (11, 5v), Namur (11, 3v) et Willebroek (9, 3v) chassent derrière le Patro Eisden (15, 6v). Ces quatre clubs ont joué un match de moins.
Les positions au classement restent relativement figées. On constate cependant que le leader Beveren concèdent des points et ne réalise qu'un 2 sur 8 (défaite 2-0 au RC Malines et partages contre Herentals 1-1, et à Berchgem 0-0). Les Waeslandiens (37, 16v) n'ont donc pas creusé l'écart sur le Crossing (36, 11v) et l'Olympic (34, 14v). Seraing (32, 14v) semble être le dernier candidat aux places montantes par rapport auxquelles Waterschei et Diest sont déjà à 7 longueurs. Dans la lutte pour le maintien, Namur perd son match d'alignement (4-1) au Patro Eisden, alors que Berchem et Willebroek se quittent dos-à-dos (1-1).
| Positions le 2 avril 1967 |                       |       |       |       |     |     |     |          |                 |          |          |          |
| Top 5                     | Top 5                 | Top 5 | Top 5 | Top 5 | ... | ... | ... | Bottom 5 | Bottom 5        | Bottom 5 | Bottom 5 | Bottom 5 |
| P                         | Clubs                 | J     | P     | V     |     |     |     | P        | Clubs           | J        | P        | V        |
| 1.                        | Beveren-Waas SK       | 25    | 37    | 16    | X   | ... | X   | 12.      | FC Herentals    | 25       | 21       | 7        |
| 2.                        | Crossing FC Molenbeek | 25    | 35    | 11    | X   | ... | X   | 13.      | Patro Eisden    | 25       | 19       | 7        |
| 3.                        | Olympic de Charleroi  | 25    | 34    | 14    | X   | ... | X   | 14.      | Berchem Sport   | 25       | 16       | 6        |
| 4.                        | FC Sérésien           | 25    | 32    | 14    | X   | ... | X   | 15.      | UR Namur        | 25       | 16       | 5        |
| 5.                        | THOR Waterschei       | 25    | 29    | 13    | X   | ... | X   | 16.      | Willebroekse SV | 25       | 10       | 3        |

#### Trois candidats se détachent pour le sprint final
La 26e journée offre la particularité de resserrer les rangs aussi bien tout en haut que dans leubas de tableau. Beveren et le Crossing sont battus, respectivement à Verviers (3-0) et à Namur (2-1). Les Dogues, nets vainqueur à l'Union St-Gilloise (0-4) reviennent à un point des meneurs. Par contre Seraing et Waterschei doivent aussi s'incliner. En fond de grille, outre le succès des « Merles », on enregistre aussi la victoire (3-2) de Berchem contre Herentals, alors que le « Patro » est battu (2-1) à Diest. Quatre formations se tiennent sur 3 points alors que Willebroek, défait (3-0) à St-Nicolas/Waas ne peut plus espérer que forcer un test-match.
À l'occasion de la 27e journée, les trois premiers s'imposent et circonscrivent à eux la lutte pour les deux places vers la D1. Le 4e classé, Seraing (32, 14v), n'est pas mathématiquement éliminé du deuxième fauteuil qu'occupe désormais l'Olympic (38, 16v) qui a 4 victoires d'avance sur le Crossing. Pour le maintien, Eisden remporte une victoire importante contre Berchem (1-0), pendant que Namur (au RC Malines 2-0) et Herentals (contre St-Nicolas 0-2) sont battus. Dans un sursaut d'orgueil, Willebroek bat Verviers (2-0).
Dans un déplacement difficile à Seraing, Beveren-Waas remporte un succès (0-1) très précieux car l'Olympic est tenu en échec (3-3) à St-Nicolas-Waas et que le Crossing est battu (1-0) à Waterschei. Une défaite qui écarte des « Crossingmen » de la course au titre en raison de leur trop petit nombre de victoires. À l'autre bout de la hiérarchie, Namur (1-0) contre le Patro Eisden et Berchem sur le même score contre Willebroek continue de se battre avec acharnement. Si pour Willebroek la cause est entendue et la descente confirmée (le club ne reviendra jamais en « D2 » jusqu'à sa disparition en 2011), le suspense reste total pour le deuxième « siège éjectable ». Cinq clubs, dont l'Union se tiennent sur deux points avant les deux dernières journées.
| Positions le 30 avril 1967 |                       |       |       |       |     |     |     |          |                   |          |          |          |
| Top 6                      | Top 6                 | Top 6 | Top 6 | Top 6 | ... | ... | ... | Bottom 6 | Bottom 6          | Bottom 6 | Bottom 6 | Bottom 6 |
| P                          | Clubs                 | J     | P     | V     |     |     |     | P        | Clubs             | J        | P        | V        |
| 1.                         | BEVEREN-WAAS SK       | 28    | 41    | 18    | X   | ... | X   | 11.      | Union St-Gilloise | 28       | 22       | 7        |
| 2.                         | OLYMPIC DE CHARLEROI  | 28    | 39    | 16    | X   | ... | X   | 12.      | FC Herentals      | 28       | 21       | 8        |
| 3.                         | CROSSING FC MOLENBEEK | 28    | 37    | 12    | X   | ... | X   | 12.      | Patro Eisden      | 28       | 21       | 8        |
| 4.                         | FC Diest              | 28    | 33    | 14    | X   | ... | X   | 14.      | Berchem Sport     | 28       | 20       | 8        |
| 5.                         | FC Sérésien           | 28    | 32    | 14    | X   | ... | X   | 15.      | UR Namur          | 28       | 20       | 7        |
| 5.                         | THOR Waterschei       | 28    | 32    | 14    | X   | ... | X   | 16.      | Willebroekse SV   | 28       | 12       | 4        |

Cette fois, l'avant-dernière journée disputée est bien la 29e journée. Dans un beau baroud d'honneur, l'Olympic de Charleroi va s'imposer à Beveren (1-2). Le Crossing ayant partagé (1-1 contre Herentals), les deux places montantes sont atrtibuées. Reste Le « titre de champion » qui se décide lors de la dernière sortie. En bas de classement l'Union (victorieuse 3-0 du Patro Eisden)  et Berchem qui gagne (0-2) à Waterschei assurent leur maintien car l'UR Namur a perdu (4-2) à Seraing. Les « Merles » ne comptent que 7 victoires. Ils peuvent encore espérer dépasser Eisden ou forcer un test-match contre Herentals. Mais lors de la clôture, ils doivent accueillir...Beveren.
La 30e journée n'apporte aucune modification. Beveren (2-3, à Namur) et l'Olympic (5-2, contre Diest) s'imposent de concert. Les Waeslandiens sont champions grâce au nombre de victoires. Ils réussissent la performance de rejoindre la « Division 1 » au terme de leur toute première saison en « D2 ». Les « Dogues » retrouvent l'élite après quatre ans d'absence, mais ils ne parviendront pas à s'y maintenir. Battus les « Merles » namurois ne peuvent donc pas assurer leur maintien. Un succès aurait de toute façon été inutile, puisque tant Herentals (3-0 contre Waterschei), qu'Eisden (3-1 contre Ostende) se sont imposés. Après avoir « sauvé sa peau » de peu lors des saisons précédentes, l'UR Namur quitte l'antichambre. Elle n'y reviendra à y revenir que 40 ans plus tard, au terme d'un litige/feuilleton aussi lassant qu'imbuvable.

## Récapitulatif de la saison
- Champion: (titre en D2)
  - 2e promu:

- XXXe titre de D2 pour la

| Région flamande (0)             | Région flamande (0) | Province de Brabant (0)      | Province de Brabant (0) | Région wallonne (0)    | Région wallonne (0) |
| ------------------------------- | ------------------- | ---------------------------- | ----------------------- | ---------------------- | ------------------- |
| Province d'Anvers               | 0                   | Région de Bruxelles-Capitale | 0                       | Province de Hainaut    | 0                   |
| Province de Flandre-Occidentale | 0                   | Province du Brabant flamand  | 0                       | Province de Liège      | 0                   |
| Province de Flandre-Orientale   | 0                   | Province du Brabant wallon   | 0                       | Province de Luxembourg | 0                   |
| Province de Limbourg            | 0                   |                              |                         | Province de Namur      | 0                   |

1. ↑  Au niveau footballistique, la province de Brabant est toujours unitaire malgré sa partition territoriale en 1995.

## Débuts en D2
Un club évolue pour la toute première fois de son Histoire au 2e étage national du football belge. Il est le 104e club différent à atteindre ce niveau.
- SK Beveren-Waes 11e club flandrien oriental différent à atteindre ce niveau.